# Feruza Yergeshova
Feruza Yergeshova (17 de noviembre de 1991) es una deportista kazaja que compitió en taekwondo. Ganó una medalla en los Juegos Asiáticos de 2010, y tres medallas en el Campeonato Asiático de Taekwondo entre los años 2010 y 2016.

## Palmarés internacional
| Juegos Asiáticos    | Juegos Asiáticos             | Juegos Asiáticos  | Juegos Asiáticos |
| Año                 | Lugar                        | Medalla           | Categoría        |
| ------------------- | ---------------------------- | ----------------- | ---------------- |
| 2010                | Cantón (China)               | Medalla de plata  | –73 kg           |
| Campeonato Asiático |                              |                   |                  |
| Año                 | Lugar                        | Medalla           | Categoría        |
| 2010                | Astaná (Kazajistán)          | Medalla de oro    | –73 kg           |
| 2012                | Ciudad Ho Chi Minh (Vietnam) | Medalla de bronce | –73 kg           |
| 2016                | Pásay (Filipinas)            | Medalla de bronce | –67 kg           |